# Ян Доп'єра
Ян Доп'єра (словац. Ján Dopjera, англ. John Dopyera, нар. 6 червня 1893 — пом. 3 січня 1988) — американський винахідник та підприємець словацького походження. Його винаходи включають гітару-резонатор та важливі розробки в ранньому розвитку електрогітари.

## Ранні роки
Ян Доп'єра народився у багатодітній родині з десяти дітей. Його батько Йозеф Доп'єра працював шахтарем у Дольній Крупі, куди сім'я перебралась одразу після народження Яна. У батька був талант до музики, тому він грав і сам конструював скрипки. Саме під керівництво батька Ян зробив свою першу скрипку ще будучи хлопцем. 1908 року сім'я Доп'єр, відчуваючи наближення великої війни у Європі, переїхала до США. 1920 року Ян відкрив свій магазин у Лос-Анджелесі, де він виготовлював та ремонтував скрипки, банджо та інші дерев'яні струнні інструменти. В цей період Доп'єра запатентував кілька покращень банджо.

## Подальше життя
1925 року Джордж Бошам, промоутер водевілю, попросив Доп'єра створити гучнішу гітару. Бошаму була потрібна гітара, яку б було чутно під час гри оркестру. Доп'єра розробив гітару з трьома алюмінієвими конусами, які називались резонаторами та розміщеними під мостом, що робило цю гітару значно гучнішою за акустичну гітару. Звук гітари був насиченим та металічним. Після цього Ян та ще двоє братів створили компанію з виготовлення і продажу таких гітар музикантам, які працювали в кіно та джазових клубах. Після кількох років брати покинули компанію, щоб заснувати нову під назвою Dobro. Сама назва була грою слів — перші дві літери відповідали першим двом літерами прізвища братів, а bro з англійської означало «брат», а ціле слово означало «добро». Слоганом компанії стало: «Dobro означає добре будь-якою мовою».
1932 року, працюючи з майстром на всі руки Артом Стімсоном, Доп'єра винайшов новий тип дизайну гітари, яку потім назвали як перша у світі електрична іспанська гітара, яка виготовлялась промисловим способом. Доп'єра також винайшов пристрій для зажиму струн, предка сучасних пристроїв такого типу. Доп'єра отримав патенти на цілу низку винаходів, включаючи покращення ледь не кожної струни на гітарі, покращення банджо та скрипок, винайдення електроскрипки тощо.
Згодом брати Яна переїхали до Чикаго, заробивши мільйонні статки з компанією Valco. Ян вирішив залишитись у Лос-Анджелесі. Він ніколи не був ні багатим, ні відомим. Його знали у вузьких колах як талановитого винахідника. Він помер у віці 84 років 1988 року, зареєструвавши за своє життя близько 40 патентів.